# Llibre de piades
Un llibre de piades, llibre de registre o llibre del cim, és un llibre amb fulls en blanc que es pot trobar en alguns cims, refugis de muntanya i altres llocs de muntanya, on es pot deixar una nota escrita amb la data i el nom de la persona o persones que hi han pujat. També s'hi acostuma a explicar el motiu de l'ascensió, les sensacions viscudes, la via recorreguda o allò que cadascú vulgui. Tradicionalment aquest llibres, guardats en una capsa metàl·lica per protegir-los de les inclemències meteorològiques, són dipositats per una entitat excursionista que es cuida de recollir-los quan són plens i posar-n'hi un de nou.